# Greenbelt
Greenbelt  est une ville du Comté de Prince George dans le Maryland, aux États-Unis.